# Andrea Esposito (calciatore 1950)
Andrea Esposito (Sant'Arcangelo, 27 settembre 1950 – Sant'Arcangelo, 27 aprile 2018) è stato un calciatore italiano, di ruolo attaccante.

## Caratteristiche tecniche
Giocava nel ruolo di ala sinistra.

## Carriera
Si mette in luce all'età di 20 anni nel Policoro in Serie D, dove con 18 reti segnate è il capocannoniere del girone H nel campionato 1970-1971.
Grazie a questi risultati viene prelevato dal Napoli che lo fa esordire in Serie A l'anno successivo; alla sua seconda gara in massima serie mette a segno una doppietta nella partita vinta 4-0 contro la Roma; la domenica successiva, nella partita contro il Torino, subisce un infortunio al menisco che lo tiene fermo per diversi mesi.
Termina il campionato di Serie A 1971-1972 disputando altre quattro gare dopo il rientro, e l'anno seguente viene girato in Serie B alla Reggina. Poco dopo passa al Siracusa in Serie C, mentre nel campionato successivo il Napoli lo cede alla Juve Stabia; nel primo campionato di Serie C colleziona 29 presenze segnando 2 reti, con la squadra che retrocede e nella stagione seguente in Serie D mette a segno 12 reti nel campionato che vede la Juve Stabia arrivare allo spareggio promozione poi perso contro il Potenza.
Nell'estate 1973 ha una breve esperienza nel campionato nordamericano della NASL con la franchigia dei Rochester Lancers, con il nome di Tony Esposito. Con i Lancers ottenne il terzo posto nella Northern Division della NASL 1973.
Chiude la carriera militando diversi anni nei campionati regionali lucani con le formazioni di Viggiano, Tramutola, Senise, Roccanova, Santarcangiolese (squadra del suo paese natale) e Villa d'Agri, dove segna la sua ultima rete da calciatore all’età di 44 anni.